# 白雪岑
白雪岑（5月16日—），原名白雪，中国女配音演员。

## 生平
毕业于北京电影学院表演系02级高职配音班，与演员黄渤，配音演员边江、邱秋等是同班同学。代表作有电视剧《雪山飞狐》的程灵素、《老九门》的霍锦惜、《伪装者》的汪曼春，游戏《仙剑奇侠传》系列的柳梦璃、凌波等。

## 电影
国产电影
- 《陆小凤传奇》 孙秀青（刘诗诗 饰）
- 《女神捕之孽缘》 嫣红（谷音 饰）
- 《风云2》 楚楚（唐嫣 饰）
- 《孤岛惊魂》 沈依琳（杨幂 饰）
- 《人间小团圆》 小美（蔡洁 饰）
- 《零界之艾力克斯》 郑梦晗（李林轩 饰）

译制电影
- 《机械师2》（美） 吉娜（杰西卡·阿尔芭 饰）
- 《生化危机：终章》（德） 克莱尔（艾丽·拉特 饰）
- 《摔跤吧！爸爸》（印） 巴比塔（桑亚·玛荷塔 饰）
- 《仙履奇缘》（美） 仙度瑞拉
- 《仙履奇缘2：美梦成真》（美）仙度瑞拉
- 《仙履奇缘3：魔法时光》（美）仙度瑞拉

## 电视剧
2011年
- 《大唐女巡按》 朱月仙（汤怡 饰）
- 《灵珠》 雨蝶（李倩 饰）、听琴（朱紫汶 饰）
- 《后宫》 柏含香（刘庭羽 饰）、映月（马沂茹 饰）
- 《侠隐记》 杨冬晴（齐芳 饰）
- 《剑侠情缘》 唐小婉∕宁馨（蔡卓妍 饰）
- 《青春旋律》 濮晓唐（蒋梦婕 饰）
- 《烽火儿女情》 燕儿（刘娜萍 饰）
- 《重生》 李玉琴（左小青 饰）
- 《中国1921》 陶斯咏（徐百卉 饰）
- 《西游记》 玉面狐狸（秦子越 饰）、白蛛精（于笑宽 饰）
- 《大唐双龙传之长生诀》 傅君婥∕傅君瑜（朱茵 饰）、师妃暄（李佳佳 饰）
- 《美人天下》 百合（王丽坤 饰）、长孙娉婷（邓莎 饰）、舞倾城（佟丽娅 饰）、彩玉（苗洛依 饰）

2012年
- 《天涯明月刀》 明月心（张定涵 饰）
- 《凤凰牡丹》 吴夫人（刘庭羽 饰）、蕴儿（穆婷婷 饰）
- 《欢乐元帅》 嫦娥（马苏 饰）
- 《咏春传奇》 程书瑶（毛晓彤 饰）
- 《笑红颜》 苏明玉（陆翊 饰）、彩凤（李菁菁 饰）
- 《乱世佳人》 贺美兰（宋汶嘉 饰）
- 《南国有佳人》 陈雪琳（何美钿 饰）
- 《猎杀》 甘草（杨婧琳 饰）
- 《锁梦楼》 江心莲（张娜 饰）
- 《亲爱的，回家》 林贝贝（周均谚 饰）
- 《宝贝妈妈宝贝女》 芳芳（陈然 饰）
- 《囧人的幸福生活》 朱玲玲（栾萍 饰）
- 《深宫谍影》 太子妃（刘庭羽 饰）、乌兰（郝泽嘉 饰）、青儿（黄千格 饰）

2013年
- 《笑傲江湖》 仪琳（邓莎 饰）
- 《天龙八部》 钟灵（毛晓彤 饰）
- 《战国小兵》 澧虞（徐璐 饰）
- 《兰陵王》 小翠（朱海君 饰）
- 《陆贞传奇》 荷蕊（柴碧云 饰）
- 《唐宫燕》 孟凡（刘庭羽 饰）
- 《画皮2》 兰妃（衣珊 饰）
- 《莞香》 王雪纯（王靖云 饰）
- 《如锦》 秦可儿（宫媛 饰）
- 《新神探联盟》 梦飞（李欣汝 饰）
- 《谁是真英雄》 倪志萍（毕畅 饰）
- 《桐柏英雄》 韩梅霜（金晨 饰）
- 《铁血尖刀》 武宜家（苗洛依 饰）
- 《天狼星行动》 樱木清萍（郑心潼 饰）、石瑾（郑清文 饰）
- 《盛夏晚晴天》 靖媛（黄梦莹 饰）
- 《花非花雾非雾》 叶凡（李晟 饰）
- 《天天有喜》 白七姐（徐申东 饰）、知画（方数真 饰）
- 《小两口》 于春晓（韩彩英 饰）
- 《土地公土地婆》 张若水（刘庭羽 饰）

2014年
- 《古剑奇谭》 素锦（王一淼 饰）
- 《卫子夫》 陈阿娇（郑媛元 饰）
- 《新济公活佛》 庞芷兰（刘庭羽 饰）、孟瑶（徐申东 饰）
- 《美人制造》 金玉（张芷溪 饰）
- 《武媚娘传奇》 刘司药（涂黎曼 饰）、陈贵人（刘芷汐饰）
- 《鹿鼎记》 方怡（赵圆瑗 饰）
- 《拐个皇帝回现代》 芬妮（于果 饰）

2015年
- 《伪装者》 汪曼春（王鸥 饰）
- 《少年四大名捕》 南宫如烟（黎一萱 饰）
- 《新甘十九妹》 甘十九妹（张定涵 饰）
- 《仙侠剑》 花弄影（徐申东 饰）
- 《华胥引》 锦雀（郭珍霓 饰）
- 《秦时明月》 赤练（金晨 饰）
- 《班淑传奇》 安心（迪丽热巴 饰）
- 《金钗谍影》 果馨（刘庭羽 饰）
- 《碧血书香梦》 丁丹萍（何彦霓 饰）
- 《恋上你爱上我》 叶曼凌（秋瓷炫 饰）
- 《长在面包树上的女人》 沈光蕙（刘冬饰）
- 《花火》 宁雪（王秀竹 饰）
- 《盗墓笔记》 小翠（罗米 饰）、如月（马靓 饰）

2016年
- 《煮妇神探》 楼姗姗 （吕一饰）
- 《刘海戏金蟾》 萝蔓妘柔（徐申东 饰）
- 《寂寞空庭春欲晚》 端嫔（曹艳 饰）
- 《山海经之赤影传说》 红菱（万妮恩 饰）
- 《幻城》 隐莲（张歆艺 饰）
- 《青云志》 三娘（汤晶媚 饰）
- 《秀丽江山》 胭脂（吴谨言 饰）
- 《锦绣未央》 君桃（王妍之 饰）
- 《解忧公主》 阿彩（杨懿 饰）
- 《美人私房菜》 金豆（宋欣佳怡 饰）
- 《老九门》 霍锦惜（王美人 饰）
- 《放弃我抓紧我》 蒂凡妮（陈燃 饰）
- 《鬼吹灯之精绝古城》 雪莉杨（陈乔恩 饰）
- 《画江湖之不良人》 女帝（张静初 饰）
- 《半妖倾城》 翩翩（何泓姗 饰）
- 《左眼诡事》 青灵（王秋紫 饰）
- 《校花的贴身高手》 雨凝（陈雅丽 饰）
- 《我是红军》 沈忆萍（高艺涵 饰）

2017年
- 《三生三世十里桃花》 胭脂（代斯 饰）
- 《楚乔传》 锦烛（曹曦月 饰）
- 《思美人》 芈八子（黄晓婉 饰）
- 《醉玲珑》 武聘婷（汤晶媚 饰）
- 《通天狄仁杰》 飞蓝绫（李若嘉 饰）
- 《轩辕剑之汉之云》 雨女（杨柳 饰）
- 《青年霍元甲》 香蓉（董妮娜 饰）
- 《外科风云》 杨羽（蓝盈莹 饰）
- 《遇见爱情的利先生》 吴玥（肖涵 饰）
- 《云巅之上》 沈嫣（何泓姗 饰）
- 《奇星记》 红玉（周宸佳 饰）
- 《很纯很暧昧》 陈梦妍（赵奕欢 饰）
- 《画心师》 陆小曼（鲍天琦 饰）
- 《最佳女配》 露西（徐洁儿 饰）
- 《怒海红尘》 苏梅（杰西卡·C 饰）
- 《太极宗师之太极门》 武玲（郝泽嘉 饰）
- 《天泪传奇之凤凰无双》 雅美人（吴谨言 饰）
- 《开封府传奇》 子雨 （曲桐雨 饰）

2018年
- 《喜欢你时风好甜》 杜宛天 （王思平 饰）

2019年
- 《築夢情緣》 章梅／蘇梅 （姜宏波 飾）
- 《陳情令》江厭離  ( 宣璐 飾)

## 动画
2012年
- 《侠岚》 碧婷、辣妈
- 《海鲜陆战队》（马来西亚） 美美

2014年
- 《画江湖之不良人》 女帝

2015年
- 《画江湖之灵主》 左丘宁、娄英秀、玄霜、甲兰
- 《狐妖小红娘》 蛇发火姬、翠玉鸣鸾

2016年
- 《画江湖之杯莫停》 凝蓉、琉璃
- 《图腾领域》 武罗
- 《画江湖之不良人》第二季 李茂贞
- 《神秘世界历险记3》 兰

2017年
- 《画江湖之换世门生》 空灵慧、汉梓音
- 《血色苍穹》 林萍

2020年
- 《廚神小當家》向恩

## 游戏

### 单机游戏
- 《仙剑奇侠传四》 柳梦璃
- 《仙剑奇侠传五》 凌音、凌波
- 《仙剑奇侠传五前传》 凌波、凌音、炎舞
- 《仙剑奇侠传六》 藏锋、忘尘司命
- 《神舞幻想》 女娲

### 网络游戏
- 《倩女幽魂2》 纳兰青桑
- 《笑傲江湖OL》 仪琳
- 《天下3》 素蕊

### 手机游戏
- 《新仙剑奇侠传》 彩依
- 《仙剑奇侠传online》 彩依
- 《仙剑奇侠传五》 凌音
- 《大话西游》 狐美人
- 《天下》 白鹄
- 《倚天屠龙记》 周芷若
- 《武娘》 醉拳
- 《决战平安京》 清姬
- 《楚留香》 青末

## 外部連結
- 白雪岑的新浪微博
- 白雪岑的豆瓣主页 （页面存档备份，存于）